# Карой Бакош
Карой Бакош (угор. Károly Bakos, 2 березня 1943) — угорський важкоатлет.
Бронзовий призер Олімпійських Ігор 1968 року в середній вазі.